# Queso de Genestoso
El queso de Xenestoso o Genestoso o Xinestoso se elabora en el Principado de Asturias. Queisu-i Xinistosu es su denominación tradicional en asturiano.

## Elaboración
Este queso antiguamente de cabra y oveja se fabrica hoy en día con leche de vaca.
La leche recién ordeñada se sala y se le añade el cuajo. Tras haber cuajado se corta y se introduce en los moldes. Pasados tres días se rectifica de sal y se amasa la pasta resultante. Una vez amasado se prensa lateralmente durante otros tres días. Una vez acabado el prensado se le pone a curar en un ambiente seco de tres a cuatro semanas.

## Características
La producción de este queso hoy en día está casi desaparecida si bien la consejería de agricultura ha presentado un plan para la dinamización del sector. Su producción se remonta a la trashumancia que se hacía en la zona hacia Castilla y Extremadura. Estaba elaborado por los pastores con la leche de sus ovejas y cabras si bien hoy en día está fabricado con leche de vaca.
Es un queso graso y semiblando de forma tronconiforme con los laterales cóncavos de tamaño inferior al kilo. El interior es blanco amarillento y la corteza es amarilla clara.

## Presentación
Las piezas que se llevan al mercado tienen una forma estrecha en su mitad, a causa del envolvente de esparto con que se atan fuertemente para que escurra el suero. Además, presentan unos dibujos característicos marcados por el molde utilizado.

## Zona de Elaboración
La zona de elaboración de este queso se reduce casi exclusivamente al pueblo de Genestoso o «Xenestoso» en el concejo de Cangas del Narcea.